# Parnawas I.

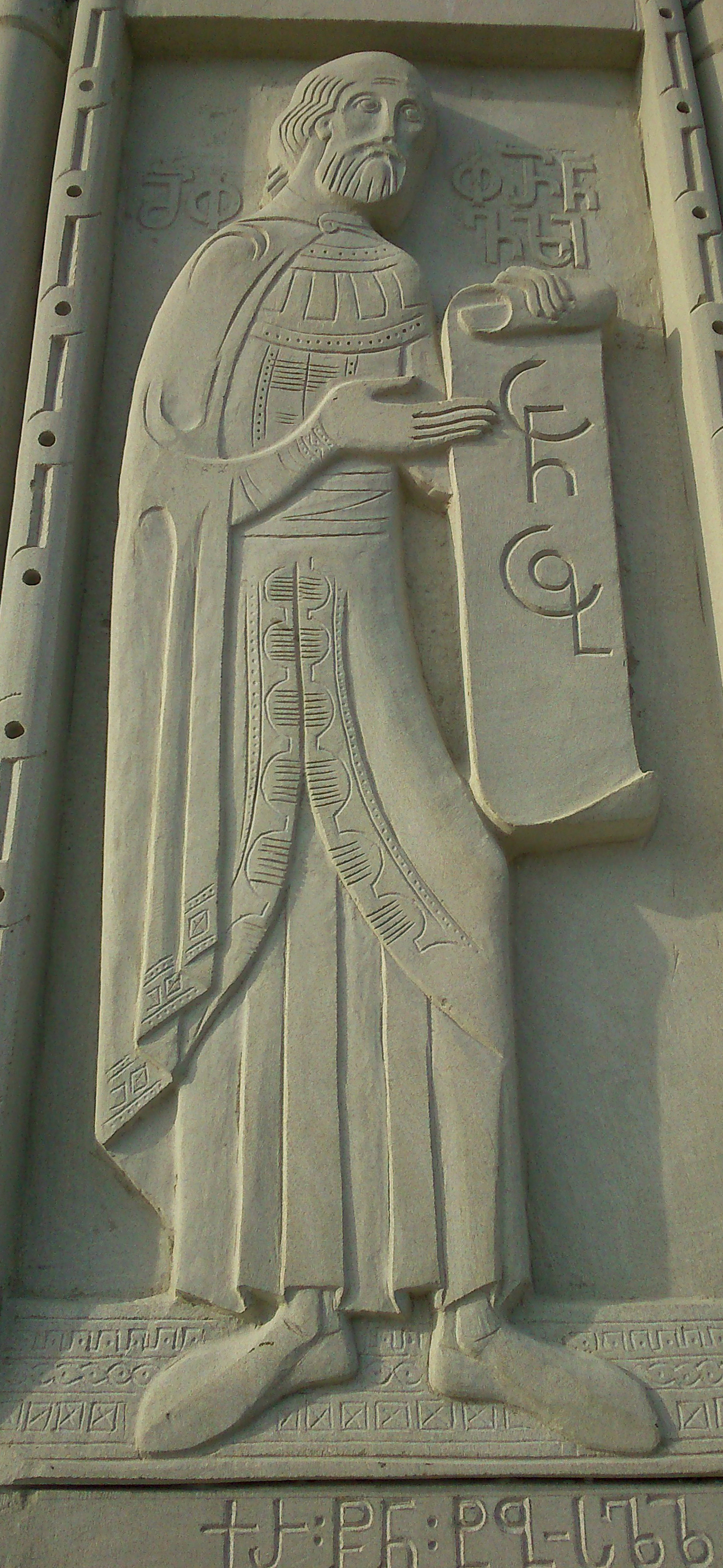
Parnawas I.

Parnawas I., auch Parnaos I. (georgisch ფარნავაზ, ფარნაოზ) war der erste König von Iberien (* um  325 v. Chr. in Mzcheta; † 237 v. Chr.), einem antiken georgischen Staat im Kaukasus, der in georgischen Quellen auch als Kartli benannt ist. Er war der Begründer der Dynastie der Parnawasiden. In der traditionellen georgischen Literatur ist König Parnawas mit der Schaffung des Georgischen Alphabets verbunden.

## Leben

Iberien unter Parnawas I.

Parnawas wurde Ende des 4. Jahrhunderts v. Chr. als Sohn der Herrscherfamilie Iberiens geboren, das bereits seit dem 6. Jahrhundert v. Chr. existierte. Als nach der Eroberung des Perserreichs durch Alexander den Großen ein Heerführer namens Ason das Gebiet südlich des Kaukasus eroberte, floh Parnawas als letzter Überlebender der Herrscherfamilie. Im Bündnis mit Kudschi, Herrscher des benachbarten Kolchis, den Alanen und Völkern Dagestans konnte Parnawas Ason besiegen. Er gründete Iberien neu, mit Mzcheta als Hauptstadt, und eroberte weitere Gebiete.
Das Reich des Parnawas war, ähnlich wie das Perserreich, in Verwaltungsdistrikte gegliedert, denen Eristawis vorstanden. Parnawas teilte den Staat in acht Teile, davon waren sieben Saeristawo (საერისთავო) und ein Saspaspeto (სასპასპეტო). Sein Staat umfasste ganz Ost- und Südgeorgien und große Teile Westgeorgiens. Kolchis war ihm freundschaftlich verbunden. Er schaffte die Grundlage für das Entstehen eines georgischen Volkes und eines gemeinsamen Staates. Durch Heiratspolitik festigte er die Verbindungen zu den Osseten und Durdsuken, seine Schwester gab er dem kolchischen König Kudschi zur Frau. Es wurden während seiner Zeit viele Nachbargebiete unter iberische Kontrolle gebracht, vor allem in Nordkaukasien und Albania. Mit dem Seleukidenreich verband Iberien eine enge Freundschaft.
Auch die Kultur wurde gefördert und die georgische Sprache verbreitet. Die georgische Schrift wurde einigen Quellen nach von Parnawas geschaffen, wahrscheinlich aber nur überarbeitet und vereinheitlicht. Parnawas ließ Mzcheta mit einer neuen Stadtmauer befestigen und alle von Ason zerstörten Burgen wiederaufbauen. Auch begann er mit der Anlage der Residenz der iberischen Könige, Armasziche. Auf der Höhe vor Mzcheta errichtete er eine große Statue für die Gottheit Armasi. Unter dieser wurde er nach 65 Jahren Regentschaft auch bestattet.